# Alfred Rudolph Zimmerman

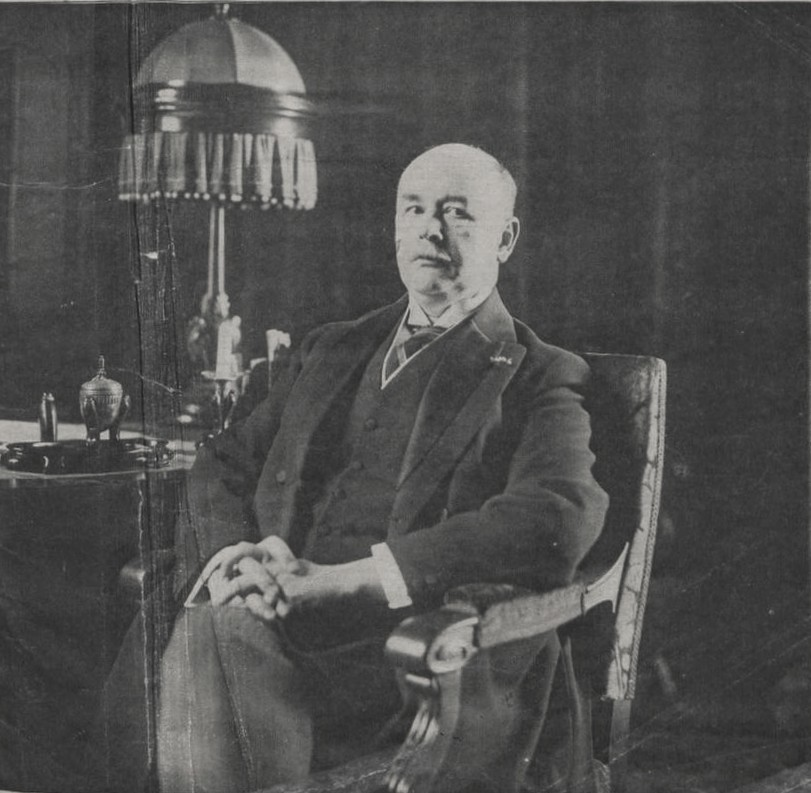
A. R. Zimmermann, 1923

Alfred Rudolph Zimmerman (* 19. Januar 1869 in Amsterdam; † 2. Juli 1937 in Velp) war ein niederländischer Jurist, Politiker und Diplomat.

## Leben
Alfred Rudolph Zimmerman war der Sohn des Kaufmanns und Bankiers Johan Carl Zimmerman und seiner Ehefrau Suzanna Jacoba Vrolik. Nachdem er in seiner Heimatstadt das Gymnasium absolviert hatte, studierte er Rechtswissenschaften an der Universität Leiden. 1894 wurde er mit einer Dissertation über internationale Schiedsverfahren zum Doktor der Rechte promoviert. Abschließend war er stellvertretender Kanzleichef der Verwaltung der Provinz Zuid-Holland. Ab 1896 war er Verwaltungsleiter (gemeentesecretaris) der Stadt Dordrecht. 1899 wurde er, erst 30 Jahre alt, zu deren Bürgermeister gewählt.
Durch die Art seiner Amtsführung in Dordrecht erlangte Zimmerman ein solches Ansehen, dass er 1906 zum Bürgermeister von Rotterdam gewählt wurde. Er übte dieses Amt bis zum März 1923 aus. In seine Amtszeit fallen unter anderem die Erschließung neuer Stadtteile im Westen von Rotterdam, der Bau des neuen Rathauses, die Anlage des Stadtwaldes Kralingse Bos und des Flugplatzes Waalhaven sowie die Eingemeindung der Stadt Hoek van Holland.
Ende 1922, noch vor Ablauf seiner Amtszeit in Rotterdam, trat Zimmerman auf Bitten des niederländischen Außenministers Abraham van Karnebeek in die Dienste des Völkerbundes. Am 6. März 1923 legte er sein Bürgermeisteramt nieder; tags darauf zog er nach Wien. Sein Auftrag war, nach dem Abschluss der Genfer Protokolle als „Generalkommissar des Völkerbundes für die wirtschaftliche Wiederaufrichtung Österreichs“ (so seine Amtsbezeichnung) im Namen des Völkerbundes die österreichischen Staatsfinanzen zu kontrollieren und die Maßnahmen zur wirtschaftlichen Wiederbelebung des Landes zu steuern. (In Österreich bürgerte sich in dieser Zeit die Namensschreibung Alfred Rudolf Zimmermann ein.) Nach einer Verlängerung endete dieses Mandat am 30. Juni 1926.
Von 1927 bis 1932 war Zimmerman Vorsitzender der Comisión México-Británica de Reclamaciones (Anglo-Mexican Claims Commission). Im Jahr 1930 leitete er die Französisch-Schwedische Versöhnungskommission.

## Ehrungen
- Im Jahre 1950 wurde der Zimmermanweg im Rotterdamer Stadtteil Dijkzigt nach Alfred Rudolph Zimmerman benannt.

## Schriften (Auswahl)
- Internationale arbitrage. Ijdo, Leiden 1894.
- mit Carl Wilhelm de Vries: Principieele staatkunde, Band 2: Fascisme, radicalisme, communisme en de historische richting. Brusse voor de Vereeniging voor Staatkunde van de Studenten der Nederlandsche Handels-Hoogeschool, Rotterdam 1929 (2., erweiterte Aufl. 1932).
- November 1918. Nijgh & Van Ditmar, Rotterdam 1933; Neuausgabe unter dem Titel November 1918. Journaal van een revolutie die niet doorging, Amsterdam 1971.
- De vakbeweging. Het vraagstuk der naaste toekomst. Leopold, 's Gravenhage 1933.